# Květozob indomalajský
Květozob indomalajský (Dicaeum ignipectus) je druh ptáka z čeledi květozobovitých, z rodu Dicaeum. Vyskytuje se v jižní a jihovýchodní Asii a stejně jako ostatní květozobové, i tento je drobného vzrůstu, živí se bobulemi a nektarem a především hraje významnou roli v roznášení semen květin. Na rozdíl od ostatních druhů ze stejného rodu je u něj ale patrný pohlavní dimorfismus.

## Popis

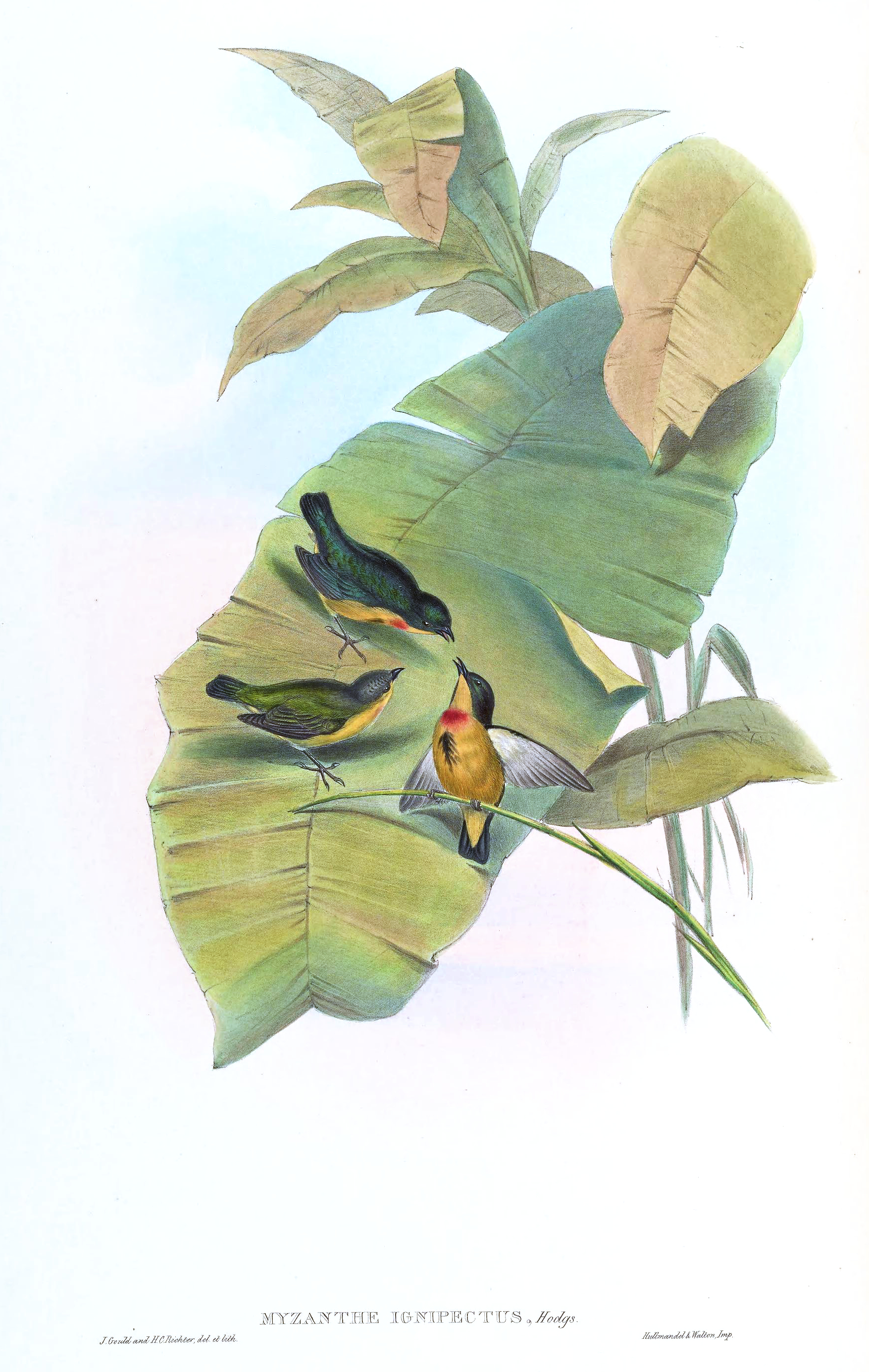
Litografie Johna Goulda s květozoby indomalajskými

Jedná se o malý druh květozoba s malým a robustním tělem. Pohlavní dimorfismus je patrný; zatímco samci mají tmavě modrý až černý hřbet, jasně červenou náprsenku a černý pruh od náprsenky až po břicho, samičky jsou z větší části olivově zelené. Hmotnost se pohybuje od 7 do 9 gramů, délka těla okolo 7 cm; jedná se tedy o jednoho z nejmenších květozobů. Obvykle je možné je najít na vrcholcích stromů, zejména na jmelí. Vydávají téměř jednotvárný a pronikavý zvuk.
Květozob indomalajský byl poprvé popsán Edwardem Blythem v roce 1843 na základě vzorku získaného v Nepálu. Tento vzorek byl po dlouhou dobu uložen v Britském muzeu, avšak byl ztracen a pravděpodobně se v současné době nachází ve sbírce muzea v Kalkatě. V té době Blyth řekl, že květozob indomalajský, tehdy známý pod latinským názvem Myzanthe ignipectus, je nejmenší ze všech druhů ptáků v Indii;
„Květozob indomalajský (Myzanthe ignipectus), druh ptáka, je velmi pozoruhodný, je to nejmenší pták Indie. Je to velmi malý a krásný ptáček, dospělý exemplář je téměř dva a půl palce dlouhý a váží jen tři a půl drachmu. Ve svých zvycích se velmi podobá rodu Dicaeum, obývá především vrcholky stromů a drží se stranou od lidí…“
Ornitolog John Gould (1850-1883) také několikrát popisoval květozoba indomalajského, sám vytvořil i jednu malbu.

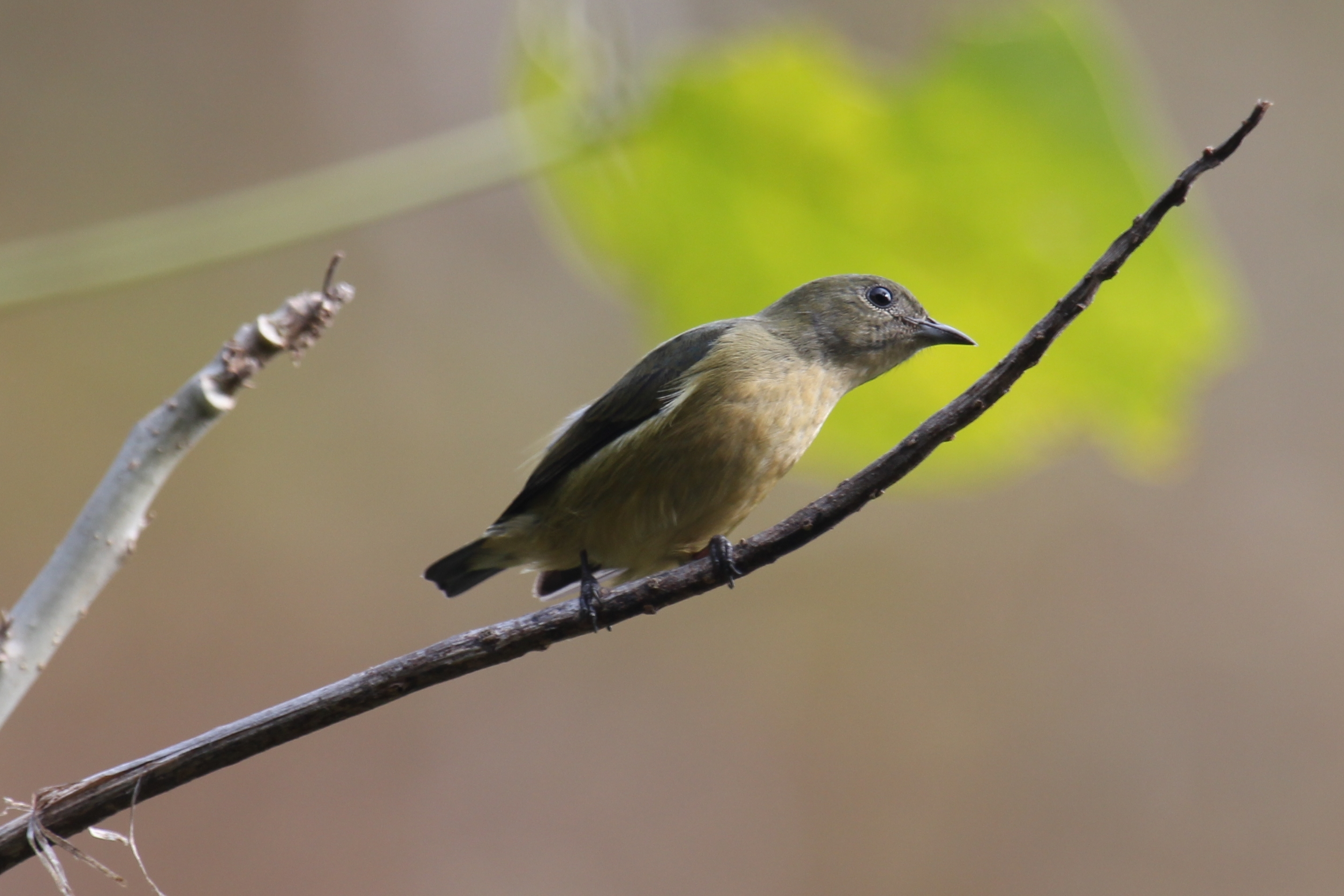
Samička květozoba indomalajského

## Výskyt
Květozob indomalajský se vyskytuje od sub-himálajských oblastí v Indii, přes Nepál, Bhútán, Bangladéš až po Čínu. Najdeme jej ale i ve státech jako je Indonésie, Laos, Thajsko, Vietnam, Tchaj-wan, Malajsie nebo Filipíny. Vyhledává především lesy s mírným podnebím, výjimečně i ty subtropické nebo tropické vlhké nížinné či horské lesy. Vhodnou nadmořskou výškou je pro ně nad 1 000 m n. m., avšak v Číně se vyskytují i na níže postavených místech.
Několik existujících populací bylo pojato jako poddruhy. Nominátní D. i. ignipectus využívá ke svému pobytu Himálají nebo pevninské jihovýchodní Asie. Zbývající jsou ostrovní populace, jejichž oblast rozšíření zabírají především ostrovy Indonésie. Jmenovitě se jedná o tyto poddruhy; D. i. apo, D. i. beccarii, D. i. bonga, D. i. cambodianus neboli květozob indomalajský kambodžský, D. i. dolichorhynchum, D. i. formosum a D. i. luzoniense neboli květozob indomalajský luzonský
Populace, kterou je možné nalézt na Filipínách je podobná nominátnímu druhu, avšak samičky mají ocelově zelený odlesk, na rozdíl od "nudné" zelené u zbývajících poddruhů. Sumaterská forma beccarii je ze všech nejvýraznější; samci mají na křídlech ocelově zelený lesk, samičky naopak postrádají červené oblasti na křídlech.

## Ekologie
Jako mnoho jiných květozobů, i tento druh rozptyluje semena jmelí. V Nepálu bylo zjištěno, že jsou velmi důležití pro rozptylování ochmetovitých rostlin.
V Nainitalu se květozobové indomalajští rozmnožují v červnu a červenci. Hnízdo je zavěšené na větvích vysoko ve stromech, vchod otočený směrem k vrcholu. Hnízdo je většinou tvořené jmelím, mechem a měkkou trávou, jeho stěny jsou většinou velmi úzké. Do tohoto hnízda samička naklade dvě až tři vejce a společně se samcem o ně pečují.